# Liste von Kirchen und Kapellen im Tannheimer Tal
Die Liste der Kapellen im Tannheimer Tal enthält die wichtigsten Kapellen und Kirchen der Gemeinden Grän, Nesselwängle, Schattwald, Tannheim und Zöblen im Tannheimer Tal im Bezirk Reutte in Tirol, unabhängig davon, ob sie unter Denkmalschutz stehen oder nicht. Außerdem werden noch die Kapellen in Gaicht (Gemeinde Weißenbach am Lech) und Jungholz berücksichtigt, die zur Region Tannheimer Tal gezählt werden können.
Das Tannheimer Tal weist mehr als 30 Kapellen auf, die aufgrund der großen Entfernungen von den einzelnen Weilern zu den Pfarrkirchen errichtet wurden.
Einzelne Kapellen in den Weilern befinden sich in Privatbesitz, sie wurden meist auf Grund eines Gelübdes errichtet. Denkmalgeschützte Objekte sind mit der entsprechenden ObjektID ausgewiesen.
| Foto  |                 | Baujahr   | Name | Standort                                          | Beschreibung | Metadaten                                                    |
| ----- | --------------- | --------- | --- | ------------------------------------------------- | --- | ------------------------------------------------------------ |
| ja    | Datei hochladen | 1789      | Pfarrkirche hl. Wendelin Grän HERIS-ID: 55384 Objekt-ID: 64019 TKK: 24714                                                         | Grän (1138 m) Standort                            | Die Pfarrkirche zum hl. Wendelin entstand 1789 unter Michael Zobl aus Grän, eine Kapelle zum hl. Wendelin gab es bereits seit 1459. Im 17. und 18. Jahrhundert war St. Wendelin als Wallfahrtskirche (zur Abwendung von Viehseuchen) bekannt. Im Jahre 1976 wurde die Außenfassade der Kirche renoviert, 1989 auch der Innenraum der Kirche. Die Pfarrkirche steht unter Denkmalschutz (Listeneintrag). | P84(Architekt): P131(Ort):Grän Region-ISO:AT-7               |
| ja    | Datei hochladen |           | Ortskapelle hl. Jakobus Minor Haldensee HERIS-ID: 55391 Objekt-ID: 64030 TKK: 24718                                               | Grän, OT Haldensee Standort                       | Die Kapelle zum hl. Jakob Minor in Haldensee wird im Jahr 1695/1723 erwähnt. Das Altarbild des hl. Jakob wurde 1889 von Johann Kärle gemalt. Die Kapelle steht unter Denkmalschutz (Listeneintrag). | P84(Architekt): P131(Ort):Grän Region-ISO:AT-7               |
| ja    | Datei hochladen | 1695      | Kapelle hl. Michael Lumberg (Lumbergkapelle) HERIS-ID: 39081 Objekt-ID: 38786 TKK: 24717                                          | Grän, OT Lumberg Standort                         | Die Michaelskapelle besteht nachweislich seit 1695. Zur Ausstattung gehören Rocaillestukkaturen aus der Zeit um 1760, der Altar aus dem 17. Jh. mit einem Bild des Erzengels Michael von Rudolf Rief aus Tannheim (1946). Die Kapelle steht unter Denkmalschutz (Listeneintrag). | P84(Architekt): P131(Ort):Grän Region-ISO:AT-7               |
| ja    | Datei hochladen | 1729      | Bildstock hl. Johannes Nepomuk Lumberg HERIS-ID: 64286 Objekt-ID: 76993 TKK: 24716                                                | Grän, OT Lumberg Standort                         | Die Wegkapelle (Bildstock) zum hl. Johannes von Nepomuk aus dem Jahre 1729 steht im Ortsteil Lumberg neben der Straße nach Pfronten. Es ist eine typische Votivkapelle mit der Darstellung des Heiligen hinter einem Türgitter. Der Bildstock steht unter Denkmalschutz (Listeneintrag). | P84(Architekt): P131(Ort):Grän Region-ISO:AT-7               |
| ja    | Datei hochladen |           | Wegkapelle am Obweg/Loger Weg Grän TKK: 24715                                                                                     | Grän Standort                                     | | P84(Architekt): P131(Ort):Grän Region-ISO:AT-7               |
| ja    | Datei hochladen | 1714      | Pfarrkirche Mariä Namen Jungholz HERIS-ID: 55622 Objekt-ID: 64352 TKK: 24779                                                      | Jungholz (1054 m) Standort                        | Die Pfarrkirche Jungholz, erbaut 1714, wurde in den Jahren 1739 bis 1743 erweitert. 1781 wurde Die Kirche besitzt ein Deckenfresko „Maria als Gnadenspenderin“ von 1781. Im Jahre 1788 erfolgte die Weihe der Kirche durch den Augsburger Fürstbischof Clemens Wenzeslaus. Die Kirche wurde 1994/95 renoviert. Die Pfarrkirche steht unter Denkmalschutz (Listeneintrag). | P84(Architekt): P131(Ort):Jungholz Region-ISO:AT-7           |
| BW    | Datei hochladen | 1961      | Friedhofskapelle TKK: 33463 | Jungholz 40 Standort                              | 1961 am Rande der neuen Friedhofserweiterung errichtete Kapelle. | P84(Architekt): P131(Ort):Jungholz Region-ISO:AT-7           |
| ja    | Datei hochladen | 1902      | Ortskapelle hll. Peter und Paul Langenschwand HERIS-ID: 65925 Objekt-ID: 78794 TKK: 24780                                         | Jungholz, OT Langenschwand Standort               | Die Kapelle wurde in der Mitte des 18. Jahrhunderts errichtet und im Jahr 1902 umgebaut. Der Viersäulenaltar mit einem Gemälde der heiligen Peter und Paul entstand um 1700. Die Kapelle steht unter Denkmalschutz (Listeneintrag). | P84(Architekt): P131(Ort):Jungholz Region-ISO:AT-7           |
| ja    | Datei hochladen | um 1750   | Ortskapelle hl. Antonius Giesenschwand HERIS-ID: 65926 Objekt-ID: 78795 TKK: 24781                                                | Jungholz, OT Gießenschwand Standort               | Die Kapelle mit Satteldach und Glockendachreiter wurde um 1750 erbaut. Die Kapelle steht unter Denkmalschutz (Listeneintrag). | P84(Architekt): P131(Ort):Jungholz Region-ISO:AT-7           |
| ja    | Datei hochladen | 1732      | Pfarrkirche Mariä Himmelfahrt Nesselwängle HERIS-ID: 55736 Objekt-ID: 64546 TKK: 25521                                            | Nesselwängle (1136 m) Standort                    | In Nesselwängle bestand seit 1506 eine Kaplanei mit eigenem Seelsorger, seit 1891 ist der Ort eine selbstständige Pfarrei. Die erste kleine Kirche wurde im 18. Jahrhundert durch eine Schneelawine zerstört. Der Nachfolgebau am heutigen Standort wurde 1882 durch einen Großbrand stark beschädigt, die erneute Weihe nach dem Umbau fand 1885 statt. Der Turm mit den „abgefassten“ Ecken im Obergeschoß stammt vom Ende des 19. Jahrhunderts. Die letzte Kirchenrenovierung wurde 1992 abgeschlossen. Die Pfarrkirche steht unter Denkmalschutz (Listeneintrag). | P84(Architekt): P131(Ort):Nesselwängle Region-ISO:AT-7       |
| ja    | Datei hochladen | 1951      | Kriegerdenkmal-Kapelle Nesselwängle HERIS-ID: 55736 Objekt-ID: 64546 TKK: 25521                                                   | Nesselwängle Standort                             | Die Kriegerdenkmal-Kapelle (1951) befindet sich auf dem Friedhof neben der Pfarrkirche von Nesselwängle. Die Kapelle steht mit der Pfarrkirche unter Denkmalschutz (Listeneintrag). | P84(Architekt): P131(Ort):Nesselwängle Region-ISO:AT-7       |
| ja    | Datei hochladen | 1736/37   | Ortskapelle hl. Johannes der Täufer Haller HERIS-ID: 55417 Objekt-ID: 64066 TKK: 25524                                            | Nesselwängle, OT Haller Standort                  | Die Kapelle des hl. Johannes des Täufers (erbaut 1736/37) steht im Ortsteil Haller unmittelbar neben der Straße. Der Hochaltar wurde 1641 von den Bewohnern der Fraktion Haller gestiftet, die Gemälde Maria mit Kind, Johannes von Nepomuk und Johannes der Täufer hat Toni Kirchmayr aus Innsbruck (1958) geschaffen. Die Statue des hl. Sebastian (1640) stammt vom alten frühbarocken Altar. Die Kapelle steht unter Denkmalschutz (Listeneintrag). | P84(Architekt): P131(Ort):Nesselwängle Region-ISO:AT-7       |
| ja    | Datei hochladen | 1950er    | Wegkapelle Mariahilf Nesselwängle (am Abzweig nach Rauth) HERIS-ID: 55820 Objekt-ID: 64680 TKK: 25525                             | Nesselwängle, OT Rauth Standort                   | Die Mariahilf-Kapelle mit Glockendachreiter steht am Abzweig nach Rauth, sie ist im Privatbesitz der Familie Bilgeri. Diese Kapelle wird auch heute noch sehr oft von Trost und Hilfe suchenden Gläubigen besucht. Der Andachtsraum ist mit dem Gemälde „Maria mit Kind“ von Melchior Paul von Deschwanden (1874) ausgestattet. Die Kapelle steht unter Denkmalschutz (Listeneintrag). | P84(Architekt): P131(Ort):Nesselwängle Region-ISO:AT-7       |
| ja    | Datei hochladen | 1992      | Antoniuskapelle Nesselwängle TKK: 141685                                                                                          | Nesselwängle Standort                             | | P84(Architekt): P131(Ort):Nesselwängle Region-ISO:AT-7       |
| ja    | Datei hochladen | 1950      | Mariahilfkapelle HERIS-ID: 55820 Objekt-ID: 64680 TKK: 25525                                                                      | Nesselwängle Standort                             | | P84(Architekt): P131(Ort):Nesselwängle Region-ISO:AT-7       |
| ja    | Datei hochladen | 2006      | Dreikreuzkapelle Schmitte (Schmittekapelle)                                                                                       | Nesselwängle Standort                             | Die alte Dreikreuzkapelle stand in der Fraktion Schmitte an der Stelle „bei den drei Schächern“ (bei den drei Kreuzen) an der Tannheimer Bundesstraße 199 und wurde im Sommer 2005 abgerissen. Der Wiederaufbau (Neubau) der Kapelle erfolgte im Herbst 2006 durch die seinerzeitige Eigentümerin entsprechend einem Gelübde aus dem 19. Jahrhundert. Die Kapelle befindet sich jetzt im Privatbesitz der Familie Knittel. Die Architektur und der Standort der Kapelle haben sich verändert, von der alten Kapelle ist nur noch das unter Denkmalschutz stehende Kruzifix von Nikolaus Babel aus Pfronten (1690) erhalten.                                                                               | P84(Architekt): P131(Ort):Nesselwängle Region-ISO:AT-7       |
| ja    | Datei hochladen | 1726      | Ortskapelle hl. Dreifaltigkeit Rauth HERIS-ID: 55821 Objekt-ID: 64681 TKK: 25526                                                  | Nesselwängle, OT Rauth Standort                   | Die Kirche zur heiligsten Dreifaltigkeit im Weiler Rauth wurde 1726 von den Grundbesitzern erbaut. Rechteckiger Andachtsraum mit 3/8-Schluss sowie Hochaltar mit dem Gemälde der Dreifaltigkeit (um 1680) und den Skulpturen des Hl. Johannes des Täufers und des Hl. Sebastian, (aus Ulm um 1510), außerdem barocke Kreuzwegstationen. Die Kapelle steht unter Denkmalschutz (Listeneintrag). | P84(Architekt): P131(Ort):Nesselwängle Region-ISO:AT-7       |
| ja    | Datei hochladen |           | Wegkapelle Rauth (Regenbogenkapelle) TKK: 25529                                                                                   | Nesselwängle, OT Rauth Standort                   | Diese kleine Kapelle mit Satteldach und dreiseitigem Chor steht unmittelbar an der Straße vor der Fraktion Rauth und ist im Privatbesitz der Familie Perle. | P84(Architekt): P131(Ort):Nesselwängle Region-ISO:AT-7       |
| ja    | Datei hochladen |           | Stanzle-Kirchele (Kapelle hl. Mang) Rauth TKK: 25527                                                                              | Nesselwängle, OT Rauth Standort                   | Das Stanzle-Kirchele (Kapelle des hl. Mang) steht am Ortsende unmittelbar am Weg ins Birkental. Diese gemauerte offene Kapelle mit leicht gerundetem Chorabschluss birgt im Innenraum ein kleines Barockaltärchen mit einer Statue des Hl. Magnus. Diese Kapelle ist im Privatbesitz der Familie Erdle. | P84(Architekt): P131(Ort):Nesselwängle Region-ISO:AT-7       |
| ja    | Datei hochladen |           | Pfarrkirche hl. Wolfgang Schattwald Wies HERIS-ID: 66891 Objekt-ID: 79804 TKK: 27829                                              | Schattwald (1072 m) Standort                      | Bereits um 1500 wird eine Kapelle „auf der Wies“ genannt. Sie wurde im 17. Jh. vergrößert und 1699 zur Pfarrkirche des hl. Wolfgang erhoben, 1756 wurde das Kirchenschiff erhöht. Eine grundlegende Renovierung der Kirche erfolgte 1985/89, dabei wurde der ursprüngliche neuromanische Stil der Kirche wieder hergestellt. Zur Ausstattung gehört ein Totentanz auf 12 Tafeln von Anton Falger. Die Kapelle steht unter Denkmalschutz (Listeneintrag). | P84(Architekt): P131(Ort):Schattwald Region-ISO:AT-7         |
| ja    | Datei hochladen | 1868      | Wieselkapelle Hll. Drei Könige Steig (auch Waldkapelle oder Kreuzigungskapelle Steig) HERIS-ID: 40183 Objekt-ID: 40080 TKK: 27830 | Schattwald, OT Steig Standort                     | Die Wegkapelle steht an der Bundesstraße 199 in Richtung Oberjoch. Sie wurde vom Weiler Wies 1868 infolge eines Gelöbnisses erbaut. Die Kapelle trägt einen Glockendachreiter. Der Innenraum mit Rundapsis besitzt ein Spitztonnengewölbe. Der neugotische Altar enthält eine Kreuzigungsgruppe, eine Grablege und die Skulpturen des hl. Wendelin und des hl. Isidor (aus dem 18. Jh.). Die Kapelle steht unter Denkmalschutz (Listeneintrag). | P84(Architekt): P131(Ort):Schattwald Region-ISO:AT-7         |
| BW    | Datei hochladen | 1838      | Kreuzkapelle Rehbach TKK: 27831                                                                                                   | Schattwald, OT Rehbach Standort                   | Die Kreuzkapelle wurde 1838 errichtet, sie befindet sich im Privatbesitz der Familie Barbist. Im Jahre 1938 fand zum 100-jährigen Jubiläum eine große Feldmesse statt. | P84(Architekt): P131(Ort):Schattwald Region-ISO:AT-7         |
| ja    | Datei hochladen | 1722–1729 | Pfarrkirche hl. Nikolaus HERIS-ID: 58942 Objekt-ID: 69843 TKK: 20694                                                              | Tannheim (1097 m) Standort                        | Die Pfarrkirche des hl. Nikolaus in Tannheim (Höf) wurde zum 270. Jahrestag komplett renoviert. Sie ist die zweitgrößte Dorfkirche Tirols mit vollständigem Löffler-Geläute. Sie wurde im gotischen Stil erbaut, wobei der Grundriss die Kreuzform des Innsbrucker Doms mit einem Langschiff, zwei kleinen Querschiffen und fünf Altären aufweist. Die Kirche ist mit Vorhalle etwa 50 Meter lang. Die Pfarrkirche steht unter Denkmalschutz (Listeneintrag). | P84(Architekt): P131(Ort):Tannheim Region-ISO:AT-7           |
| ja    | Datei hochladen | 1649      | Kapelle Mariahilf Bogen HERIS-ID: 55946 Objekt-ID: 64863 TKK: 24633                                                               | Tannheim, OT Bogen Standort                       | Die Mariahilf-Kapelle wurde (wegen des Auftretens der „schwarzen Pest“ im Jahre 1635) im 1649 erbaut, aber erst 1685 mit dem Hochaltar geweiht. Die Kapelle hat einen schindel-gedeckten Zwiebelturm. Die Ausstattung des geräumigen Innenraums stammt aus der Zeit um 1680. Die Kapelle steht unter Denkmalschutz (Listeneintrag). | P84(Architekt): P131(Ort):Tannheim Region-ISO:AT-7           |
| ja    | Datei hochladen | 1653      | Ortskapelle hl. Sebastian in Berg HERIS-ID: 58064 Objekt-ID: 68507 TKK: 24641                                                     | Tannheim, OT Berg Standort                        | Im Ortsteil Berg (nördlich von Tannheim) steht die barocke Kapelle des hl. Sebastian, die im Inneren eine prächtige Stuckausstattung aufweist. Erbaut wurde sie um 1653, erweitert im Jahre 1757 und zuletzt 1995 renoviert. Die Kapelle steht unter Denkmalschutz (Listeneintrag). | P84(Architekt): P131(Ort):Tannheim Region-ISO:AT-7           |
| ja    | Datei hochladen | um 1680   | Ortskapelle hl. Michael in Kienzen HERIS-ID: 40279 Objekt-ID: 40188 TKK: 24643                                                    | Tannheim, OT Kienzen Standort                     | Die Michael-Kapelle stammt mit ihrer Ausstattung aus der Zeit um 1680. Die Kapelle steht unter Denkmalschutz (Listeneintrag). | P84(Architekt): P131(Ort):Tannheim Region-ISO:AT-7           |
| ja    | Datei hochladen | 1635      | Kapelle hl. Leonhard in Kienzen HERIS-ID: 66965 Objekt-ID: 79879 TKK: 24642                                                       | Tannheim, OT Kienzen Standort                     | Die Kapelle des hl. Leonhard mit dreiseitigem Chor, offenem Dachreiter und Zwiebelhaube wurde im 17. Jh. erbaut. Im Innenraum befindet sich ein Barockaltar mit dem Bild des hl. Leonhard und Heiligenfiguren sowie einem früh-barocken Vortragekreuz. Hervorzuheben ist die freistehende Lage der Kapelle vor dem Gipfel des Einstein. Die Kapelle steht unter Denkmalschutz (Listeneintrag). | P84(Architekt): P131(Ort):Tannheim Region-ISO:AT-7           |
| ja BW | Datei hochladen | 1680–1700 | Kapelle Hl. Dreifaltigkeit in Kienzerle HERIS-ID: 40280 Objekt-ID: 40189 TKK: 24644                                               | Tannheim, OT Kienzerle Standort                   | Der Bau der Kapelle (1680–1700) geht auf das Gelöbnis zweier von der Pest verschonter Frauen zurück. Die kleine Kapelle besitzt einen flach-gedeckten Andachtsraum mit Rundapsis und Dachreiter sowie ein Altargemälde Marienkrönung aus dem 19. Jh., die letzte Renovierung erfolgte 1989. Die Kapelle steht unter Denkmalschutz (Listeneintrag). | P84(Architekt): P131(Ort):Tannheim Region-ISO:AT-7           |
| ja    | Datei hochladen |           | Kapelle hl. Martin in Innergschwend HERIS-ID: 66960 Objekt-ID: 79874 TKK: 24640                                                   | Tannheim, OT Innergschwend Standort               | Die Kapelle des hl. Martin im Weiler Innergschwend wurde erstmals 1494 erwähnt. Der gotische Ursprungsbau wurde 1685/86 barockisiert, die Weihe der Kirche erfolgte im 1725 durch den Augsburger Weihbischof. Die Rocaillekartusche über dem Chorbogen (im Rokokostil um 1760) ist mit den Attributen des hl. Martin verziert. Die Kapelle steht unter Denkmalschutz (Listeneintrag). | P84(Architekt): P131(Ort):Tannheim Region-ISO:AT-7           |
| ja    | Datei hochladen | 1902      | Lourdeskapelle in Geist HERIS-ID: 40278 Objekt-ID: 40187 TKK: 24635                                                               | Tannheim, OT Geist Standort                       | Die Lourdeskapelle mit einer Nachbildung der „Lourdesgrotte“ steht südlich von Tannheim auf einem bewaldeten Hügel. Sie wurde anlässlich des silbernen Pfarrerjubiläums des Seelsorgers Anton Zoller 1902 im neugotischen Stil erbaut und von Anton Peterlunger mit Bildern aus der Lauretanischen Litanei ausgestaltet. Die Kapelle steht unter Denkmalschutz (Listeneintrag). | P84(Architekt): P131(Ort):Tannheim Region-ISO:AT-7           |
| ja    | Datei hochladen |           | Grottenkapelle und Kreuzweg in Geist HERIS-ID: 66943 Objekt-ID: 79857 TKK: 24636                                                  | Tannheim, OT Geist Standort                       | Zur Lourdeskapelle führt ein Kreuzweg mit vierzehn Stationen und der Grottenkapelle. Grottenkapelle und Kreuzweg stehen unter Denkmalschutz (Listeneintrag). | P84(Architekt): P131(Ort):Tannheim Region-ISO:AT-7           |
| BW    | Datei hochladen | 1856      | Kapelle Schönblick TKK: 24639 | Tannheim, OT Innergschwend 13 Standort            | an der Tannheimer Straße 13 | P84(Architekt): P131(Ort):Tannheim Region-ISO:AT-7           |
| ja    | Datei hochladen | 1695      | Mariä-Heimsuchungskapelle Gaicht HERIS-ID: 67457 Objekt-ID: 80413 TKK: 28629                                                      | Weißenbach am Lech, OT Gaicht Standort            | Die Kapelle Mariä Heimsuchung in Gaicht mit Stichkappengewölbe, Satteldach und spitzem Dachreiter wurde im Jahre 1695 anstelle einer gotischen Kapelle errichtet. Die Messlizenz erhielt sie erst 1818. Im Jahre 1959 wurde eine gründliche Renovierung durchgeführt und die Kapelle erhielt einen neuen Fußboden und andere Altäre. Die letzte Renovierung erfolgte im Jahre 2015 mit Hilfe der finanziellen Unterstützung durch Frau Ursula Frischauf-Freudenberg (1929–2016). Die Kapelle steht unter Denkmalschutz (Listeneintrag). | P84(Architekt): P131(Ort):Weißenbach am Lech Region-ISO:AT-7 |
| ja    | Datei hochladen | 1889      | Stegmühlkapelle Gaicht (an der Gaichtpass-Straße) HERIS-ID: 56483 Objekt-ID: 65942 TKK: 28630                                     | Weißenbach am Lech, OT Gaicht Standort            | Die Stegmühlkapelle (Marienkapelle) an der Bundesstraße 199 in Gaicht wurde auf Kosten des Müllers Johann Osterried erbaut und 1889 geweiht. Sie ist ohne Messlizenz, jedoch mit dem Altarbild „Maria von der immerwährenden Hilfe“ geschmückt. Ihr heutiges Aussehen verdankt sie dem aus der Stegmühle stammenden Lehrer Josef Babl. Die Kapelle steht unter Denkmalschutz (Listeneintrag). | P84(Architekt): P131(Ort):Weißenbach am Lech Region-ISO:AT-7 |
| ja    | Datei hochladen | 1990      | Weidekapelle Gaicht HERIS-ID: 67458 Objekt-ID: 80414 TKK: 28639                                                                   | Weißenbach am Lech Standort                       | Weidekapelle (auch Pestkapelle), oberhalb der neuen Gaichtpass-Straße in den 1980er Jahren errichtet Die Kapelle steht unter Denkmalschutz (Listeneintrag). | P84(Architekt): P131(Ort):Weißenbach am Lech Region-ISO:AT-7 |
| ja    | Datei hochladen | 2000      | Bildstock zur Hl. Dreifaltigkeit Gaicht TKK: 135061                                                                               | Weißenbach am Lech Standort                       | Dreifaltigkeits-Wegkapelle an der alten Gaichtpass-Straße, 1996 wiederhergestellt. | P84(Architekt): P131(Ort):Weißenbach am Lech Region-ISO:AT-7 |
| ja    | Datei hochladen | 1714      | Wegkapelle Mariahilf Untergaicht HERIS-ID: 67459 Objekt-ID: 80415 TKK: 28634                                                      | Weißenbach am Lech, OT Untergaicht Standort       | Die an der alten Gaichtpassstraße gelegene Kapelle wurde 1714 im barocken Stil erbaut und 1860 vergrößert und neugotisch umgebaut. Der Bau hat einen rechteckigen Grundriss und ein Satteldach mit turmartigem, verschindeltem Dachreiter. An der Eingangsseite befindet sich ein gotisierendes Portal. Der neugotische Altar beherbergt eine Kopie des Gnadenbildes Mariahilf. Die Kapelle steht unter Denkmalschutz (Listeneintrag). | P84(Architekt): P131(Ort):Weißenbach am Lech Region-ISO:AT-7 |
| ja    | Datei hochladen | 1901      | Kalvarienbergkapelle, Kreuzweg und Ölberggrotte Untergaicht HERIS-ID: 67474 Objekt-ID: 80430 TKK: 28633, 28632, 28631             | Weißenbach am Lech Standort                       | Die Kalvarienberganlage auf einem Hügel bei Untergaicht besteht aus einer Ölberggrotte, aus Bildstöcken mit Kreuzwegdarstellungen und der Kalvarienbergkapelle. Die Anlage wurde 1901 errichtet. Die 14 Bildstöcke tragen als Bronzereliefs ausgeführte Kreuzwegdarstellungen von G. Ruggeri aus den 1980er Jahren und im Innenraum der Kalvarienbergkapelle befindet sich eine Kreuzigungsgruppe vor gemaltem Hintergrund. Die Kapelle steht unter Denkmalschutz (Listeneintrag). | P84(Architekt): P131(Ort):Weißenbach am Lech Region-ISO:AT-7 |
| ja    | Datei hochladen | 1826      | Kapelle hl. Johannes Nepomuk HERIS-ID: 67461 Objekt-ID: 80417 TKK: 28636                                                          | Weißenbach am Lech Standort                       | Siehe Listeneintrag. | P84(Architekt): P131(Ort):Weißenbach am Lech Region-ISO:AT-7 |
| BW    | Datei hochladen |           | Wieskapelle TKK: 28638 | Weißenbach am Lech Standort                       | | P84(Architekt): P131(Ort):Weißenbach am Lech Region-ISO:AT-7 |
| ja    | Datei hochladen | 1793      | Expositurkirche hl. Josef HERIS-ID: 56080 Objekt-ID: 65057 TKK: 28359, 33631, 115775                                              | Zöblen (1087 m) Standort                          | Die Kirche zum hl. Josef wurde 1793 erbaut und 1795 geweiht. Die Kirche wurde 1832 durch einen Brand beschädigt, danach aber wieder aufgebaut. Der Kircheninnenraum besitzt ein Stichkappengewölbe. Die Deckenfresken malte Johann Kärle (1887). Im Chor ist die Anbetung der Eucharistie, im Langhaus die Anbetung der Könige dargestellt, begleitet von Szenen aus dem Leben des hl. Josef und der Hl. Familie. Die Skulpturen des hl. Sebastian und des hl. Isidor sind um 1850 entstanden. In der Vorhalle steht ein Christus an der Geißelsäule von Johann Sigmund Hitzelberger (um 1765). Die Glasfenster im Chor stammen aus dem Jahre 1889. Die Kirche steht unter Denkmalschutz (Listeneintrag). | P84(Architekt): P131(Ort):Zöblen Region-ISO:AT-7             |
| ja    | Datei hochladen | 1900      | Lourdeskapelle Katzensteig TKK: 28360                                                                                             | Zöblen, Katzensteig Standort                      | Die Kapelle wurde 1900 erbaut und besitzt ein Fresko von Hans Buchgschwenter von 1955. | P84(Architekt): P131(Ort):Zöblen Region-ISO:AT-7             |
| ja    | Datei hochladen |           | Marienkapelle Zöblen TKK: 28362                                                                                                   | Zöblen, Obere Halde (beim Zugspitzblick) Standort | Die Marienkapelle (auch Kreuzkapelle „Eisr Hear im Ölend“ genannt) birgt eine Kreuzigungsgruppe und eine Statue des hl. Rochus aus der Zeit um 1680. Eine Johannesstatue stammt aus dem Beginn des 19. Jahrhunderts. Auf dem Allerseelenbild an der Seitenwand der Kapelle erscheint Maria als Fürbitterin, das Bild wird Martin Schädle († 1748 in Rom) aus Haldensee zugeschrieben. Darunter ist das Hörbstwappen abgebildet. | P84(Architekt): P131(Ort):Zöblen Region-ISO:AT-7             |